# Ghetoul din Târgu Mureș
Ghetoul din Târgu Mureș (în maghiară Marosvásárhelyi gettó) a fost înființat după ocuparea germană a Ungariei printr-un decret al guvernului Sztójay⁠(hu)[traduceți]. Scopul ghetoului era să adune comunitatea evreiască din comitatele Mureș-Turda și Odorhei. De la începerea organizării ghetoului din 29 aprilie 1944 până la jumătatea lunii mai au fost adunați aici 7.549 evrei și maghiari sabatarieni din Bezidu Nou. Ghetoul din Târgu Mureș a fost evacuat pe parcursul a două săptămâni, între 27 mai și 8 iunie 1944, prin transporturi organizate prin orașul Košice către lagărul de concentrare Auschwitz.

## Locații
Ghetoul principal era organizat în cărămidăria dezafectată de pe strada Koronkai (cartierul Tudor). Unele surse mai menționează un teren situat lângă Obeliscul secuilor martiri din Orașul de Sus și fosta sinagogă ortodoxă ca loc folosit în scopul adunării populației destinate deportării.

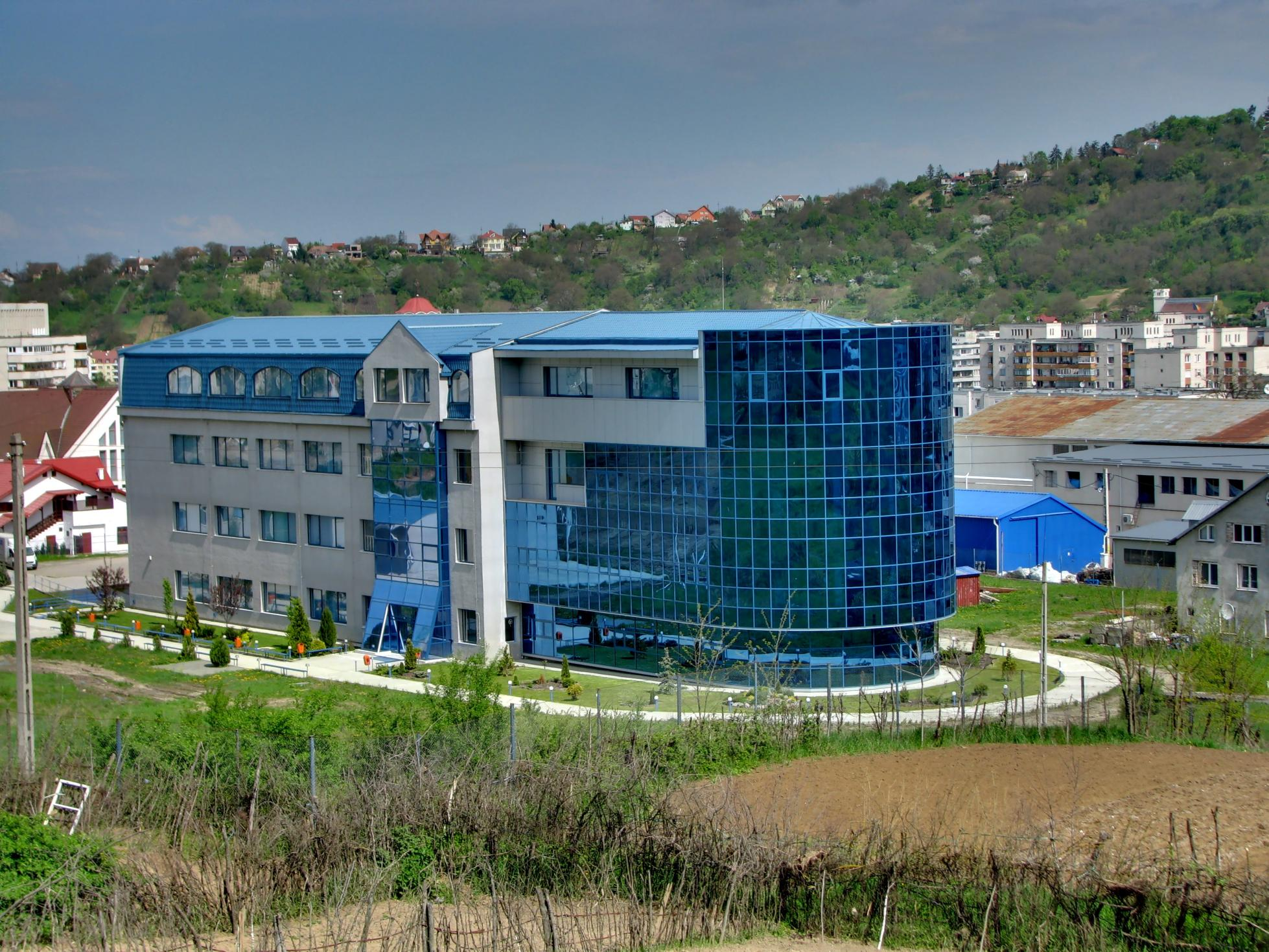
Locația fostei cărămidării
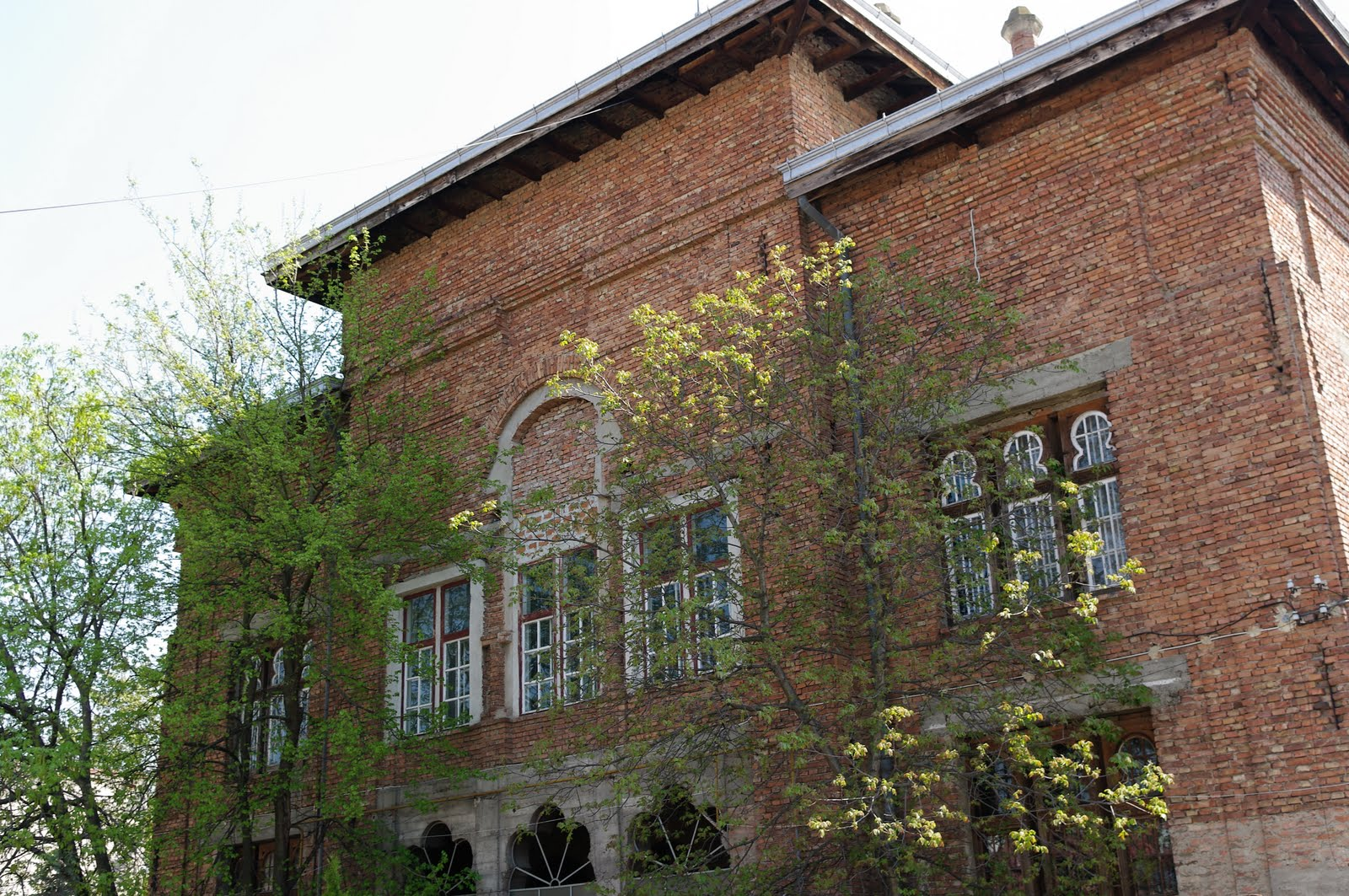
Sinagoga ortodoxă
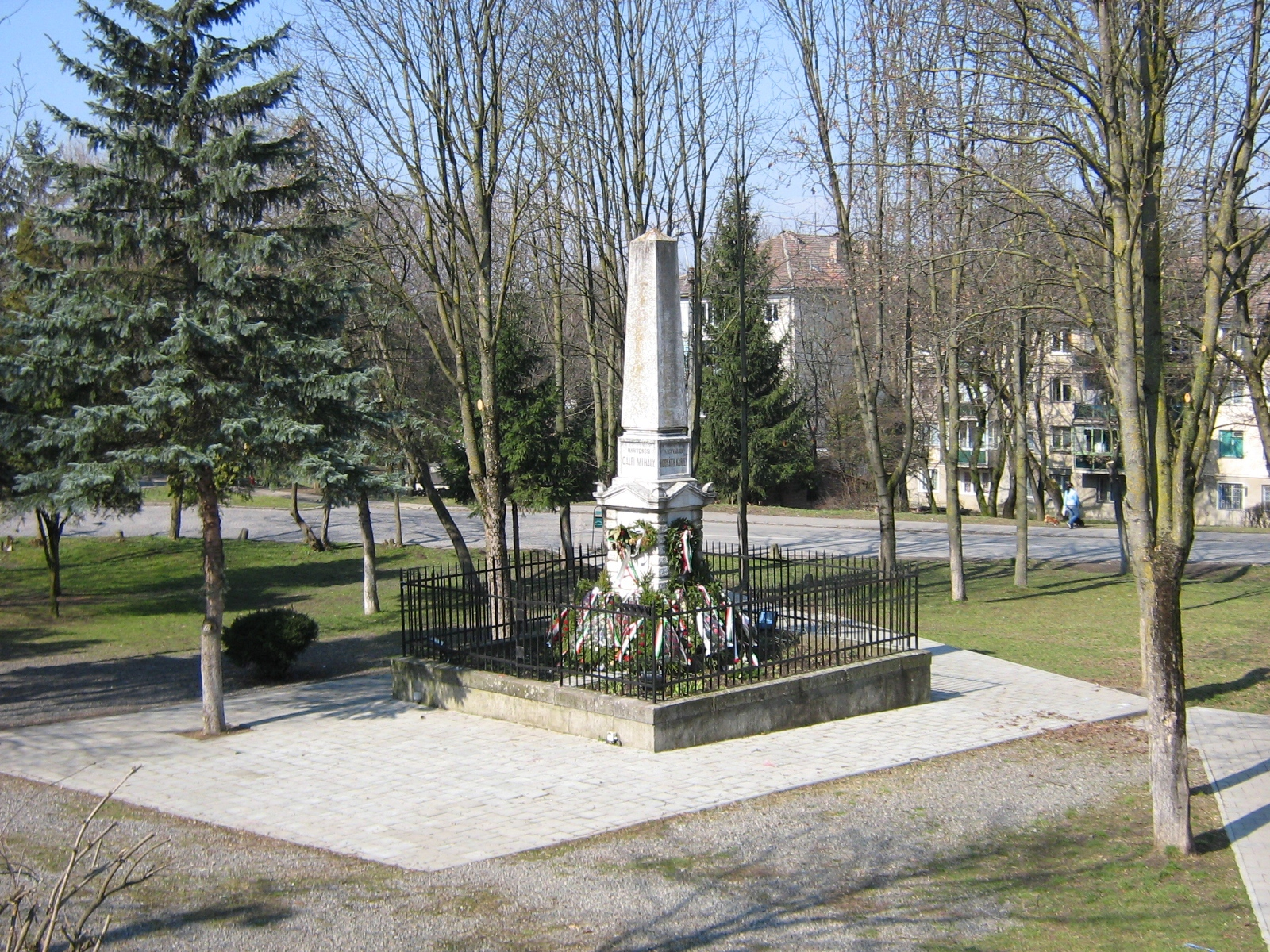
Obeliscul secuilor martiri